# إنريكي جيل
إنريكي جيل هو عارض ومغني وممثل فلبيني، ولد في 24 ديسمبر 1992 بمدينة سيبو في الفلبين.

## وصلات خارجية
- إنريكي جيل على موقع IMDb (الإنجليزية)
- إنريكي جيل على موقع ميوزك برينز (الإنجليزية)
- إنريكي جيل على موقع قاعدة بيانات الفيلم (الإنجليزية)